# Bhairab
Bhairab è un sottodistretto (upazila) del Bangladesh situato nel distretto di Kishoreganj, divisione di Dacca. Si estende su una superficie di 139,32 km² e conta una popolazione di 298.309  abitanti (censimento 2011).